# 萊爾茲蘭丁 (加利福尼亞州)
萊爾茲蘭丁（英語：Lairds Landing）是位於美國加利福尼亞州馬林縣的一個非建制地區。該地的面積和人口皆未知。

## 地理
萊爾茲蘭丁的座標為38°09′34″N 122°54′45″W / 38.15944°N 122.91250°W，而該地的平均海拔高度為11米（即36英尺）。